# Ходзьо Муненобу
Ходзьо Муненобу (1259 — 16 липня 1312) — 11-й сіккен Камакурського сьоґунату у 1311—1312 роках.

## Життєпис
Походив з самурайського роду Ходзьо. Син ренсо (заступника сіккена) Ходзьо Нобутокі. Народився у 1259 році. У 1280 році розпочав службу, провівши церемонію повноліття. 1282 року призначено до Міністерства цивільної адміністрації (Шікібо-шо) з наданням молодшого п'ятого рангу.
У 1287 року увійшов до складу Хіоджошю (державної ради при сьогунаті), яку контролювали Ходзьо. 1288 року призначено кокусі провінції Кодзуке. 1293 року очолив судовий орган оссо-ката (на кшталт вищого апеляційного суду). 1294 року стає радником п'ятого класу. У 1297 році стає молодшим (мінаміката) очільником Рокунхай Тандай (представництва сьогунату при імператорському дворі в Кіото). Перебував на цій посаді до 1302 року.
1300 році Муненобу надано старший п'ятий ранг та знову призначено кокусі провінції Кодзуке. 1302 року очолив канто-бугьо (відомство фінансів в бакуфу сьогунату). У 1305 році придушив заколот родича Ходзьо Мунекати проти сіккена Ходзьо Моротокі. Після цього стратив Мунекату. Того ж року призначено реншо (заступником сіккена). 1308 року надано молодший четвертий ранг.
У 1311 році після смерті Моротокі та колишнього сіккена Ходзьо Садатокі стає новим сіккена, оскільки син Садатокі — Такатокі — був ще малим. Головою клану Ходзьо було оголошено саме Тадатокі. Втім, вже у 1312 році Ходзьо Муненобу помер. Новим сіккеном став Ходзьо Хіротокі.